# Belém (Paraíba)
Belém is een gemeente in de Braziliaanse deelstaat Paraíba. De gemeente telt 17.746 inwoners (schatting 2009).
De gemeente grenst aan Caiçara, Campo de Santana, Pirpirituba, Serra da Raiz, Sertãozinho en Bananeiras.